# Harrison County (Mississippi)
 For alternative betydninger, se Harrison County. (Se også artikler, som begynder med Harrison County)
Harrison County er et county i den amerikanske delstat Mississippi. Det samlede areal er 2 528 km², hvoraf 1 505 km² er land.
Administrativt centrum er Biloxi.
Harrison County var udsat for skader ved orkanen Camille i august 1969 og senest ved orkanen Katrina den 28. og 29. august 2005. Orkanerne førte til en omfattende katastrofe i området.
30°25′N 89°05′V / 30.42°N 89.09°V